# Delphin Strungk
Delphin Strungk (auch: Strunck; * 1601 wahrscheinlich in Braunschweig; begraben 12. Oktober 1694 ebenda) war ein Organist und Komponist der norddeutschen Orgelschule.

## Leben und Werk
Über Delphin Strungks frühe Jahre ist nichts bekannt. 1631 ist er als Organist an der Marienkirche zu Wolfenbüttel als Nachfolger Melchior Schildts nachweisbar. 1634 wurde er Hoforganist in Celle. 1637 übernahm er die Organistenstelle an St. Martini in Braunschweig, wurde jedoch erst zwei Jahre später fest angestellt. Er war wohl auch anderweitig tätig, da er im Rathaus eine musikalische Komödie aufführte. Johann Gottfried Walthers Musikalischem Lexikon zufolge übernahm er nach und nach fünf Orgeln der Stadt, die er durch seine Kinder und Schüler besetzen ließ. 1649 wurde Strungk Organist an St. Petri, 1667 an St. Magni.
Strungk war ein berühmter Organist des Braunschweiger Raumes. Laut Walther habe er „die Orgel so wohl tractiret, daß er dadurch … viele Scholaren aus frembden Ländern an sich gezogen“ habe. Strungk war mit Heinrich Schütz befreundet. Delphin Strungks Sohn, Nicolaus Adam, wurde ebenfalls Musiker.
In seinem Orgelwerk bediente sich Strungk, ähnlich wie Heinrich Scheidemann, oftmals der Koloratur, wobei er verzierte Partien oft mit nüchternen abwechselt. Daneben komponierte er auch Lieder.